# Femi Branch
Femi Branch (nacido el 14 de mayo de 1970) es un actor, director y productor nigeriano.

## Primeros años
Branch nació el 14 de mayo de 1970. Sus padres eran profesores en Sagamu, Nigeria. Asistió a la escuela primaria de Satellite Town en Amuwo Odofin antes de asistir a la escuela secundaria de la Fuerza Aérea en Ikeja. Más tarde se trasladó a la Universidad Obafemi Awolowo donde, aunque admitido en Estudios Religiosos, obtuvo una Licenciatura en Artes Dramáticas.

## Carrera
Branch comenzó su carrera en la Universidad Obafemi Awolowo en 1991, el mismo año en que apareció en una obra de teatro yoruba titulada Eniyan. Más tarde apareció en una película titulada Orisun  producida por miembros del personal de la Universidad Obafemi Awolowo, pero su primera aparición en televisión fue en 2003 en un comercial de televisión del Grupo MTN titulado "Dance with me". Apareció en el papel de Oscar en una telenovela titulada Domino. Desde entonces ha aparecido en más de cien películas nigerianas, algunas de las cuales produjo y dirigió.

## Filmografía
- Iwalewa (2006)
- A Place in the Stars (2014) como Pa Dakim joven
- Out of Luck (2015) como Inocente
- New Money (2018)
- Love Is War (2019) como Chudi
- Flawsome (2022, serie de TV) como Smart
- La libreta negra (2023) como General Issa joven
- Ijogbon (2023)